# Soloacrospora flagellisetosa
Soloacrospora flagellisetosa är en svampart som beskrevs av W.B. Kendr. & R.F. Castañeda 1991. Soloacrospora flagellisetosa ingår i släktet Soloacrospora, divisionen sporsäcksvampar och riket svampar.   Inga underarter finns listade i Catalogue of Life.